# Penelope Murray
Pour les articles homonymes, voir Murray.
Penelope Murray est une historienne britannique, née le 7 décembre 1948.

## Biographie
Elle est experte en histoire ancienne avec un intérêt pour la poétique ancienne et les Muses. Après des postes de recherche au King's College de Londres et au St Anne's College d'Oxford, elle est membre fondatrice du département des classiques de l'Université de Warwick, avec une promotion au poste de maître de conférences en 1998. Après avoir pris sa retraite de Warwick, Murray travaille sur le Blackwell Companion to Ancient Aesthetic, co-édité avec Pierre Destrée,,.

## Publications
- Penelope Murray et Peter Wilson, Music and the Muses : the culture of 'mousikē' in the classical Athenian city, Oxford, 2004 (OCLC 556974009)
- Penelope Murray et T S Dorsch, Classical literary criticism, London, coll. « Penguin classics. », 2000 (ISBN 9780140446517)
- Penelope Murray, From myth to reason : studies in the development of Greek thought, Richard Buxton, 1999 (OCLC 848777577), « What is a Mythos for Plato? »
- Plato et Penelope Murray, Plato on poetry, Cambridge, coll. « Cambridge Greek and Latin classics. », 1995 (ISBN 9780521349819)
- Penelope Murray, Genius : the history of an idea, Oxford, UK, 1989 (ISBN 9780631157854)